# Das Buch der Wäsche

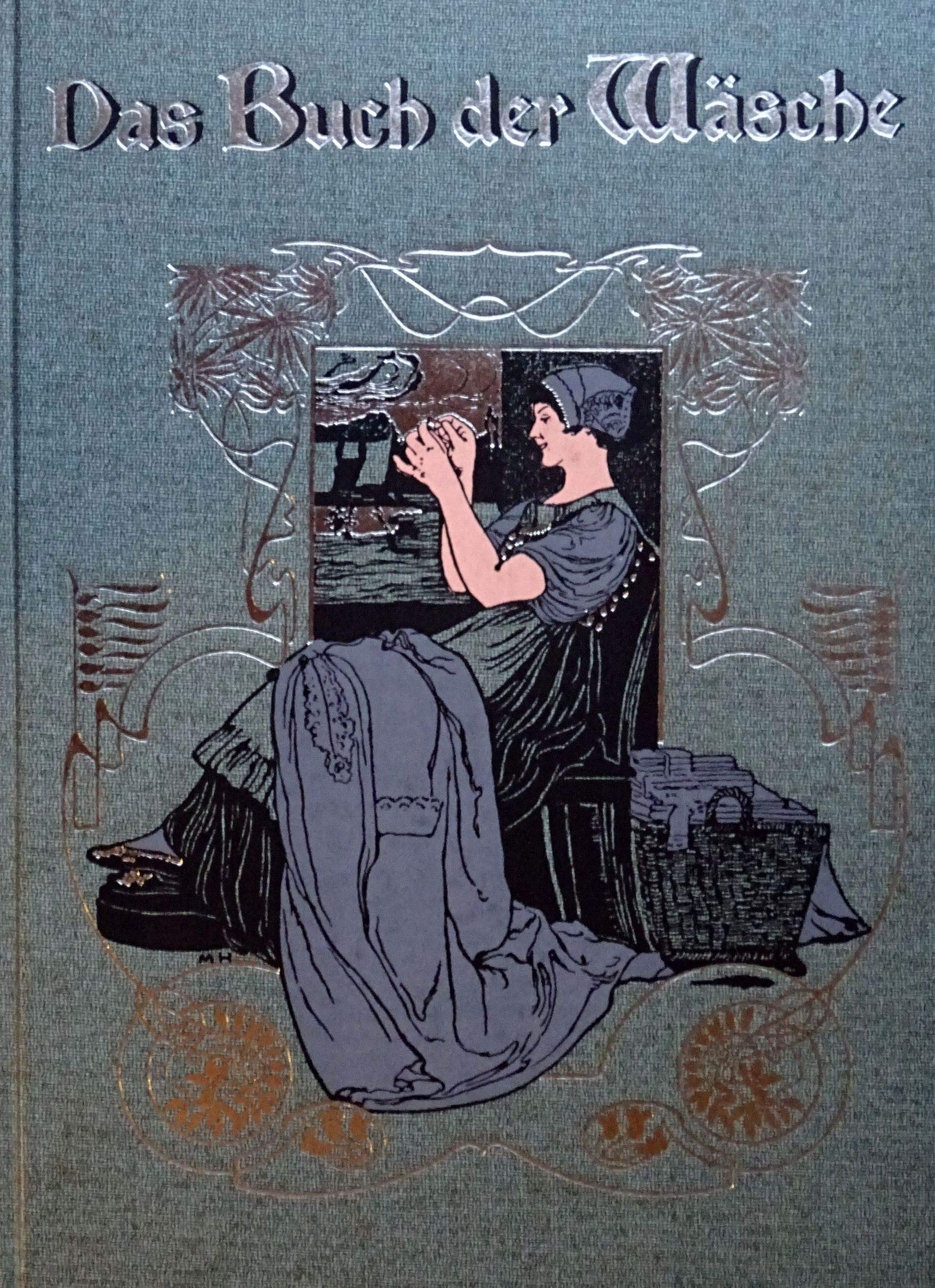
Vielfarb-Prägedruck des Jugendstil-Buchdeckels des 1896 erstmals erschienenen Buchs der Wäsche

Das Buch der Wäsche ist laut seinem Untertitel „ein Leitfaden zur zeit- und sachgemässen Herstellung von Haus-, Bett- und Leibwäsche, sowie zu deren gründlicher Behandlung und Pflege, unter Beigabe der erforderlich naturgrossen Schnitte“.
Das Buch mit anfangs 52 überwiegend illustrierten Seiten und 4 Schnittmusterbeilagen wurde erstmals 1896 von Brigitta Hochfelden gemeinsam mit Marie Niedner und anderen Mitarbeiterinnen zusammengestellt. Es erschien in Leipzig im Verlag der Deutschen Modenzeitung., Aug. Polich.
Das vor 1900 erschienene 8. Tausend wurde kartoniert in einer Ledermappe mit Silberprägung ausgeliefert.
1983 brachte der Th. Schäfer-Verlag in Hannover in seiner Edition libre artis einen Neudruck der zuvor bei Polich erschienenen Auflage mit nunmehr 76 Seiten und 5 Schnittmuster-Beilagen heraus.
1992 erschien ein „Reprint nach der Original-Ausgabe aus der Zeit um die Jahrhundertwende aus Privatbesitz“ im Weltbild-Verlag in Augsburg.